# Oxid chloričitý
Oxid chloričitý je chemická sloučenina se sumárním vzorcem ClO2. Tento žlutý plyn krystalizuje při teplotě −59 °C do podoby oranžových krystalů. Jako jeden z oxidů chloru je účinným a užitečným oxidačním činidlem používaným při úpravě vody a při bělení. Oxid chloričitý je jediný známý oxid halogenu, kde je halogen v sudém oxidačním čísle. Molekula ClO2 obsahuje jeden nepárový elektron, jedná se tedy o volný radikál s paramagnetickými vlastnostmi.
Plynný oxid chloričitý se zvláště za nízkých teplot dobře rozpouští ve vodě (přibližně 10krát více než chlor), přičemž prakticky nedochází k jeho hydrolýze. Při teplotě 25 °C a normálním tlaku je po dosažení rovnováhy jeho koncentrace ve vodě přibližně 23krát větší než v plynné fázi nad roztokem. Ve vodných roztocích oxid chloričitý existuje jako rozpuštěný plyn, je však velmi těkavý a může být snadno odstraněn provzdušňováním nebo intenzivním třepáním. Vodné roztoky podléhají fotolytickému rozkladu. Rozklad urychlují ionty přechodných kovů. Pokud jsou roztoky ClO2 skladovány v temnu a chladu, mohou si zachovat svou koncentraci po dobu několika dnů až měsíců. V přítomnosti chloridových iontů však dochází k rozkladu oxidu chloričitého i v temnu.

## Výroba
Při vyšších koncentracích se oxid chloričitý může explozivně rozkládat. Proto jej z bezpečnostních důvodů nelze přepravovat a připravuje se vždy na místě.
Ve vodárenství je výchozí surovinou pro výrobu oxidu chloričitého většinou vodný roztok chloritanu sodného. Z něho lze ClO2 uvolnit například
- reakcí s roztokem kyseliny, nejčastěji kyseliny chlorovodíkové

5 NaClO2 + 4 HCl → 4 ClO2 + 5 NaCl + 2 H2O
- reakcí s roztokem chloru, resp. s roztokem kyseliny chlorné, která vzniká spolu s kyselinou chlorovodíkovou po rozpuštění chloru ve vodě

2 NaClO2 + Cl2 → 2 ClO2 + 2 NaCl
2 NaClO2 + HClO + HCl → 2 ClO2 + 2 NaCl + H2O
- velmi čistý oxid chloričitý lze vyrobit i reakcí pevného chloritanu sodného s plynným chlorem
- reakcí s roztokem chlornanu sodného a kyseliny chlorovodíkové

2 NaClO2 + NaClO + 2 HCl → 2 ClO2 + 3 NaCl + H2O
- reakcí s roztokem hydrogensíranu sodného

5 NaClO2 + 4 NaHSO4 → 4 ClO2 +4 Na2SO4 + NaCl + 2 H2O
Připravuje se roztok o koncentraci přibližně 3 g/l, který lze skladovat až jeden měsíc. Pro svoji technickou nenáročnost lze tento postup využít v lokalitách s předpokládanou malou spotřebou ClO2, kde by bylo neekonomické použít reaktory pro generování oxidu chloričitého. Lze vyjít i z krystalického chloritanu a hydrogensíranu sodného, čímž se zmenší objem přepravovaných surovin.
- elektrolýzou. Oxid chloričitý vzniká na anodě přenosem jednoho elektronu

ClO -
2  → ClO2 + e−
V průmyslových odvětvích kde je potřeba vyrobit velká množství oxidu chloričitého (bělení buničiny apod.) bývá výchozí surovinou chlorečnan sodný. Oxid chloričitý vzniká reakcí chlorečnanu s kyselinou sírovou za přítomnosti redukčního činidla, např. peroxidu vodíku
2 NaClO3 + H2SO4 + H2O2 → 2 ClO2 + O2 + Na2SO4 + 2 H2O
Laboratorně lze připravit oxid chloričitý reakcí roztoku chloritanu sodného s peroxodisíranem sodným
2 NaClO2 + Na2S2O8 → 2 ClO2 + 2 Na2SO4

## Použití

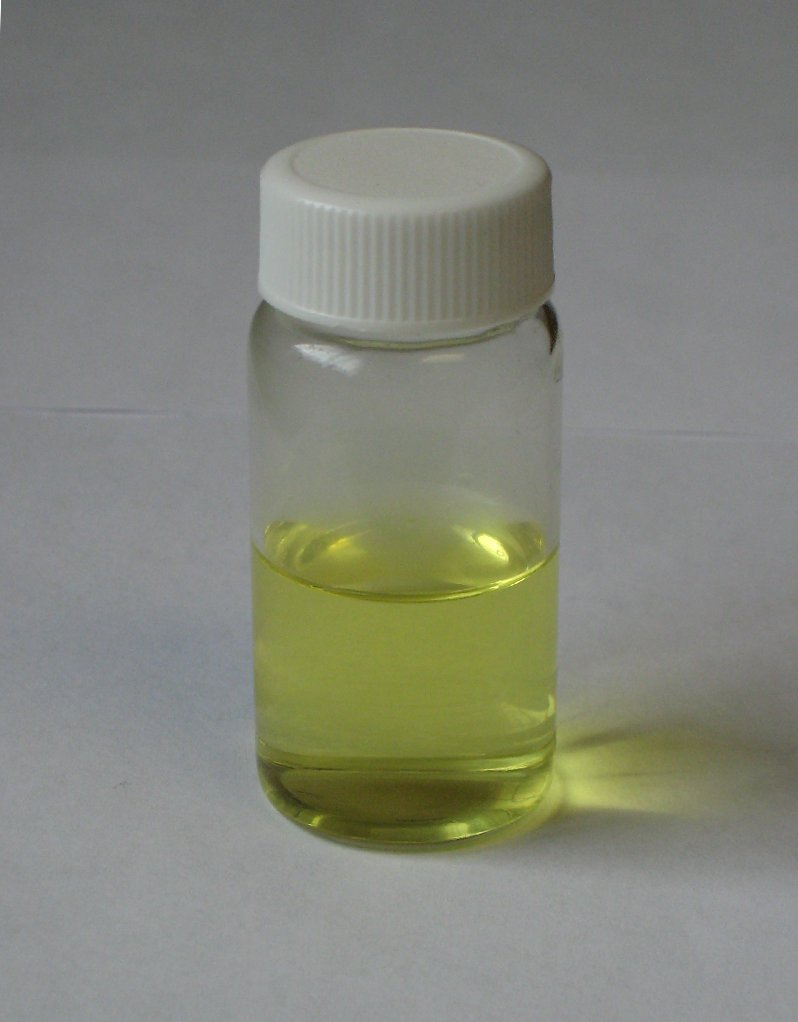
Vodný roztok oxidu chloričitého

Oxid chloričitý se primárně (z více než 95 %) používá pro bělení buničiny, ale své místo má při dezinfekci pitné vody ve veřejných zdrojích. Úpravna vody pro New York (na Niagarských vodopádech) poprvé použila oxid chloričitý v roce 1944, a to k odstranění fenolu. Použití oxidu chloričitého jako prostředku k dezinfekci pitné vody bylo ve větším měřítku zahájeno v roce 1956, kdy v belgickém Bruselu přešli od chloru k oxidu chloričitému. Oxid chloričitý se při úpravě vody často používá jako předběžný oxidant před vlastním chlorováním, aby se zničily nečistoty, které by při kontaktu s volným chlorem způsobovaly tvorbu trihalomethanů. Trihalomethany jsou vedlejší produkty chlorové dezinfekce vzniklé reakcí chloru s přirozeně se vyskytujícími organickými látkami v surové vodě a jsou podezřelé z karcinogenity. Oxid chloričitý je také lepší než chlor, pokud se pracuje v prostředí s pH nad 7, v přítomnosti amoniaku a aminů a/nebo pro likvidaci biofilmů ve vodovodních distribučních systémech. Oxid chloričitý se též používá jako biocid v mnoha procesech průmyslové úpravy vody, včetně vody do chladicích věží, vody pro různé technické účely a pro zpracování potravin. Oxid chloričitý je méně žíravý než chlor a je lepší pro eliminaci bakterií Legionella.